# 투브리지스

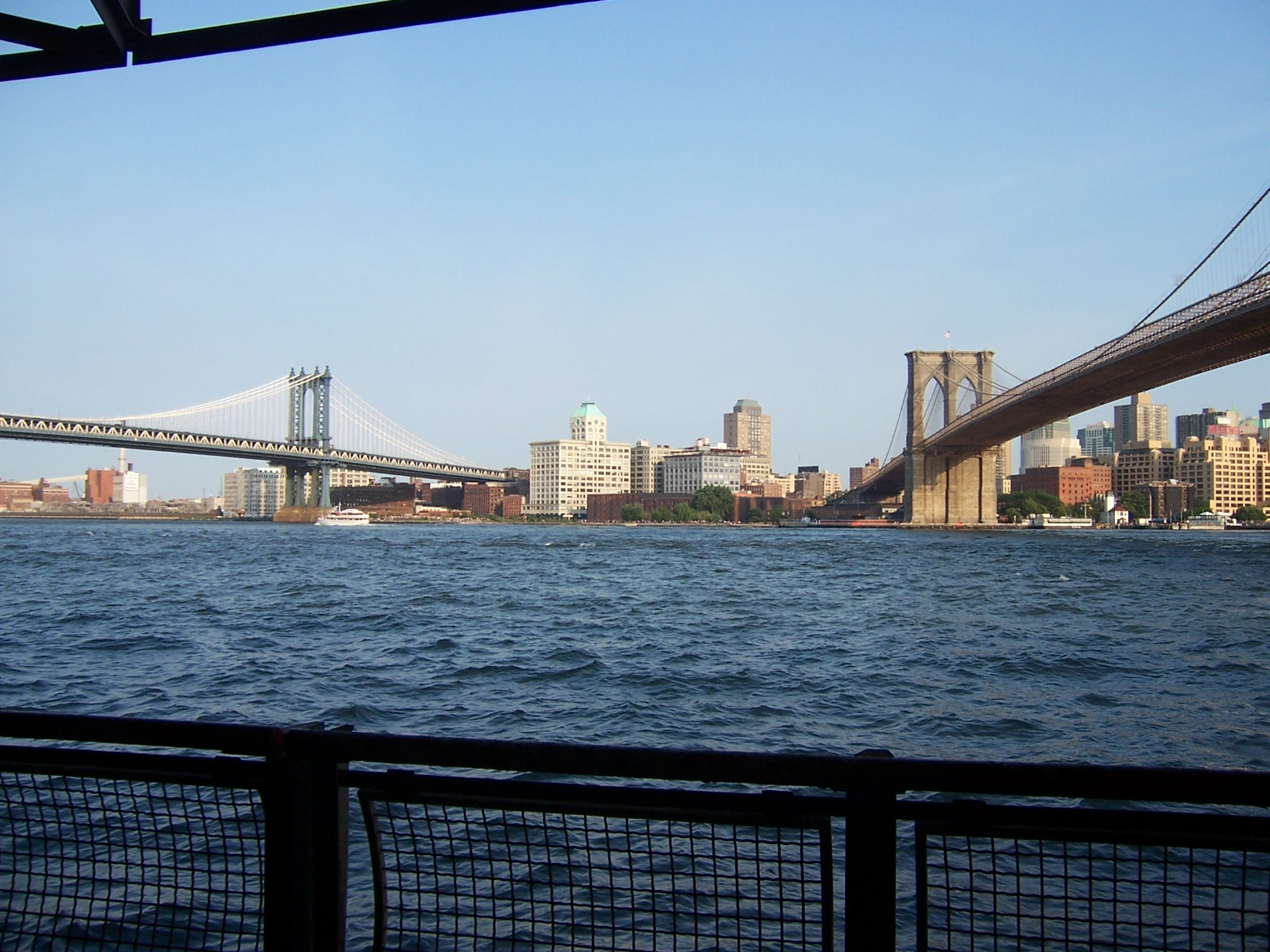
투브리지스 이스트 리버 그린웨이에서 바라본 이스트 강, 브루클린 다리, 맨해튼 다리

투브리지스(Two Bridges)는 미국 뉴욕 맨해튼 남동부에 위치한 지역이다. 지역 범위가 엄격하게 정해져 있는 것은 아니지만, 이스트 강으로 대략 브루클린 다리와 맨해튼 다리에 둘러싸인 지역이다. 로어 이스트 사이드의 남쪽을 형성하고 있다.
투브리지스에는 수많은 연립 주택이 있으며, 오랫동안 이민 동거 지역이었다. 투브리지스 역사지구는 2003년 9월에 미국 국가 사적지에 등록되었다.
이곳은 맨해튼에서 유일하게 스타벅스 매장이 없는 지역이다.